# Teratura monstrosa
Teratura monstrosa är en insektsart som beskrevs av Ludwig Redtenbacher 1891. Teratura monstrosa ingår i släktet Teratura och familjen vårtbitare. Inga underarter finns listade i Catalogue of Life.